# Ilja Mieck
Ilja Mieck (* 11. Juli 1932 in Berlin; † 6. März 2010 ebenda) war ein deutscher Historiker.
Ilja Mieck studierte ab 1950 an der Freien Universität Berlin Geschichte, Geographie und Anglistik und unterrichtete nach der Promotion zum Dr. phil. (bei Carl Hinrichs) 1957 und dem zweiten Staatsexamen 1959 an verschiedenen Gymnasien in Berlin. 1965 wurde er Studienrat im Hochschuldienst, danach Akademischer Rat und Oberrat am Friedrich-Meinecke-Institut der Freien Universität Berlin. 1971 nach der Habilitation zum Professor für Neue Geschichte ernannt, wurde er 1984 auf den Lehrstuhl für Neuere Geschichte mit einem Schwerpunkt in der Geschichte Westeuropas in der Frühen Neuzeit berufen, wo er bis zur Emeritierung 1996 lehrte. Seine Forschungsschwerpunkte waren preußische und westeuropäische (vor allem französische und spanische) Geschichte vom 16. bis zum 19. Jahrhundert.

## Schriften (Auswahl)
- Preußische Gewerbepolitik in Berlin 1806–1844. Staatshilfe und Privatinitiative zwischen Merkantilismus und Liberalismus. Mit einer Einführung von Wolfram Fischer und Otto Büsch (= Veröffentlichungen der Historischen Kommission zu Berlin beim Friedrich-Meinecke-Institut der Freien Universität Berlin, Band 20). de Gruyter, Berlin 1965, DNB 453374301 (Überarbeitete Dissertation FU Berlin, 276 Seiten: Ein Teil dieser Arbeit wurde 1957 von der Philosophischen Fakultät der Freien Universität Berlin unter dem Titel „Merkantilismus und Liberalismus in der preussischen Gewerbepolitik von 1815 bis 1844 unter besonderer Berücksichtigung Berlins“ als Dissertation angenommen).
- als Herausgeber: Toleranzedikt und Bartholomäusnacht: Französische Politik und europäische Diplomatie. 1570–1572 (= Historische Texte / Neuzeit. Band 8). Vandenhoeck & Ruprecht, Göttingen 1969. DNB 458350850.
- Europäische Geschichte der Frühen Neuzeit. Eine Einführung. Kohlhammer, Stuttgart 1970; 6. Auflage ebenda 1998, ISBN 3-17-015414-1.
- Die Entstehung des modernen Frankreich 1450–1610. Strukturen, Institutionen, Entwicklungen. Kohlhammer, Stuttgart 1982, ISBN 3-17-007681-7.
- Wallfahrt nach Santiago de Compostela zwischen 1400 und 1650. Resonanz, Strukturwandel und Krise. In: Spanische Forschungen der Görres-Gesellschaft, erste Reihe: Gesammelte Aufsätze zur Kulturgeschichte Spaniens, 30, Münster in Westfalen 1982, S. 483–533.
- Preußen von 1807 bis 1850. Reformen, Restauration und Revolution. In: Handbuch der Preußischen Geschichte, Band II:  Das 19. Jahrhundert und große Themen der Geschichte Preußens. Herausgegeben von Otto Büsch, de Gruyter, Berlin / New York, NY 1992, S. 3–292 ISBN 3-11-008322-1.
- Handbuch der europäischen Wirtschafts- und Sozialgeschichte. Band 4: Europäische Wirtschafts- und Sozialgeschichte von der Mitte des 17. Jahrhunderts bis zur Mitte des 19. Jahrhunderts. Klett-Cotta, Stuttgart 1993, ISBN 3-12-904760-3.
- Preußen und Westeuropa. In: Handbuch der Preußischen Geschichte, Band I. Herausgegeben von Wolfgang Neugebauer, 2009, S. 411–853, DNB 551964952.
- Kleine Wirtschaftsgeschichte der neuen Bundesländer. Steiner, Stuttgart 2009[1], ISBN 978-3-515-09182-4.